# Pogostemon pentagonus
Pogostemon pentagonus là một loài thực vật có hoa trong họ Hoa môi. Loài này được (C.B.Clarke ex Hook.f.) Kuntze miêu tả khoa học đầu tiên năm 1891.